# Medusanebulosan
Medusanebulosan är en planetarisk nebulosa i stjärnbilden Tvillingarna. Medusanebulosan utvidgas med 50 kilometer varje sekund. Den uppskattas vara ungefär 4 ljusår stor.